# 中華民國工商協進會
中華民國工商協進會，1952年在台灣成立，是台灣工商業界的代表團體之一，為台灣最早成立的全國性工商業社團。代表台灣的資本家發聲，對於台灣政府的施政有重要影響力，被列為七大工商團體之一。
首任理事長為束雲章，現任理事長為台新金融控股股份有限公司董事長吳東亮。

## 歷史
歷任理事長分別為束雲章、辜振甫、辜濂松、黃茂雄、駱錦明及林伯豐。

## 組織
現有成員代表約1,200人，來自台灣各公司。會員大會為最高權力機構，由理監事會議負責推動業務。

## 外部連結
- 中華民國工商協進會官網（页面存档备份，存于）